# Suzie McConnell-Serio
Suzie McConnell-Serio (* 29. Juli 1966 in Pittsburgh) ist eine US-amerikanische Basketballtrainerin und ehemalige -spielerin. Als Point Guard gewann sie mit der Nationalmannschaft beim olympischen Basketballturnier 1988 Gold und 1992 Bronze und war eine mehrfach ausgezeichnete Spielerin der Cleveland Rockers der WNBA, als Trainerin der Minnesota Lynx wurde sie 2004 als bester Headcoach der Liga ausgezeichnet. Seit 2013 ist sie Cheftrainerin der Basketball-Frauen-Mannschaft der University of Pittsburgh in der Atlantic Coast Conference.

## Karriere

### College
McConnell-Serio spielte von 1984 bis 1989 bei der Penn State University, deren Damen-Basketball-Mannschaft sie in jeder Saison in das Final-Turnier der NCAA führen konnte, wobei sie mehrere NCAA-Rekorde – unter anderem die bis dato meisten Karriere-Assists, sowie die meisten Assists der NCAA Division I 1986 und 1987 – aufstellte und in verschiedene All-American-Listen aufgenommen wurde.
Noch vor den Olympischen Spielen 1992 hatte sie 1990 den Trainerposten der Mädchenbasketballerinnen der Oakland Catholic High School aus Pittsburgh an, die sie neben ihrer aktiven Laufbahn bis 2003 coachen und 1993, sowie von 2000 bis 2003 viermal ins Endspiel der Schulsstaatsmeisterschaften von Pennsylvania und zu drei Meisterschaften führen konnte.
Von Frühjahr 2007 bis 2013 war sie die Cheftrainerin der Basketballerinnen der Duquesne University.
McConnell-Serio ist Mitglied der Pennsylvania Sports Hall of Fame sowie der Women’s Basketball Hall of Fame.

### WNBA
1998 entschied sie sich nach der Geburt ihres dritten Kindes, es noch einmal mit dem aktiven Basketball zu versuchen und sich für den Draft für die zweite WNBA-Saison zu melden. Die Cleveland Rockers verpflichteten sie als 16 in der zweiten Draftrunde; sie wurde als WNBA-Rookie-des-Jahres ausgezeichnet und ins WNBA-First-Team gewählt. Zudem wurde sie als 1998 und 2000 mit dem Fair-Play-Award der Liga ausgezeichnet, bevor sie nach der Saison 2000 nach den Jahren in der WNBA vom aktiven Sport zurücktrat.
McConnell-Serio wurde im Jahr nach ihrem Rücktritt ins Exekutivkomitee des US-amerikanischen Basketball-Verbandes gewählt, dieses Amt übte sie bis 2004 aus.
Sie kehrte 2003 als Trainerin der Minnesota Lynx in die WNBA zurück und konnte 2003 das Team erstmals in der Franchising-Geschichte in die Play-offs führen, als ihr dies 2004 erneut gelang, wurde sie als WNBA-Head-Coach des Jahres ausgezeichnet. Nach einer durchwachsenen Saison 2005 und einem katastrophalen Spielzeitauftakt 2006 wurde sie während der laufenden Saison 2006 jedoch entlassen.

### International
Bereits während ihrer College-Zeit wurde sie ins US-amerikanische Nationalteam berufen. 1986 gewann sie mit diesem die Basketball-Weltmeisterschaft. Außerdem nahm sie sowohl an den Olympischen Spielen 1988 als auch 1992 teil, wobei das Team 1988 Olympiasieger wurde, jedoch 1992 überraschend nur die Bronzemedaille gewann. 1991 gewann sie mit der US-Studentenauswahl das Basketballturnier der Universiade.